# 少昊
少昊（しょうこう）は、中国古代の五帝の一人。姓は己。氏は金天氏（鳳鳥氏、青陽氏、窮桑氏、雲陽氏 とも称される）。名は摯（し。鷙・質とも作る）、または玄囂。号は「昊」（「皞」・「皓」・「顥」とも作る）、「少昊」（少昊とは太昊の徳行を継承したことによる命名）。

## 概要
黄帝の子（『路史』では孫とされる）、母は嫘祖。西海のほとりにあったと伝わる窮桑（きゅうそう。現在の山東省曲阜市）で生まれる。『史記』五帝本紀には、蟜極の父・帝嚳の祖父にあたると記されている。五行の上では金徳・西方・白色を示すとされ、金天氏・白帝という称はそれに由来する。
東海の青陽に国をたて、のちに都を曲阜に置いたとされる。『春秋左氏伝』昭公十七年の項には、暦を作成し、官名を玄鳥氏、伯趙氏、青鳥氏、丹鳥氏など、鳥類の名で呼んだことが記載されている。
『神異経』では、四凶のひとつである窮奇（きゅうき）は少昊の子孫であるとしている。
『三国史記』金庾信列伝によれば、新羅の武将金庾信は金官加羅国の王家の子孫であり、その始祖・首露王は少昊の子孫にあたる。

## 窮桑
窮桑は高さ1万丈にもおよぶ桑の大木で、赤い葉をもち、1万年に一度長寿の効果のある果実をつけるとされる。江水のほとりにたっていたと伝説には記されている。
仙女 皇娥の仕事は天宮で暮らす人々が使う織物を織る事であったが、あるとき仕事を休み天の川をいかだで下り、神木窮桑の木の下にたどり着き、そこで後の黄帝と出会い、少昊を生んだとされる。

## 少昊陵
雲陽に葬られたという記述から、山東省曲阜市には少昊の陵墓であると考えられる丘陵があり「少昊陵」と称されている。清の時代の乾隆3年（1738年）に位置を移し現在のかたちに整備された。中国ピラミッドと呼ばれる形状の陵墓のひとつである。

## 参考資料
- 『山海経』－「大荒東経」
- 『山海経』－「大荒南経」
- 『春秋命歴序』
- 『易緯稽覧図』
- 『逸周書』
- 『史記』
- 『春秋左氏伝』－昭公十七年
- 『曲阜県志』